# سروایس کناون
سروایس کناون (هلندی: Servais Knaven؛ زادهٔ ۶ مارس ۱۹۷۱) دوچرخه‌سوار اهل هلند است.
از باشگاه‌هایی که در آن رکاب زده‌است می‌توان به تیم دوچرخه‌سواری تی‌وی‌ام، تیم کوئیک‌استپ فلورز، اچ‌تی‌سی-هایرود، و تیم میلرام اشاره کرد.